# IDH1
L'IDH1 est l'une des trois isocitrate déshydrogénases. Son gène est IDH1 situé le chromosome 2 humain.

## En médecine
La mutation de son gène augmente la synthèse du 2-hydroxyglutarate avec un effet cancerigène. Le mécanisme de cette dernière serait une hyperméthylation de l'ADN modifiant l'expression de certains gènes, dont celui du TET2, intervenant dans la différenciation cellulaire. 
Ces mutations sont décrites dans plusieurs types de tumeurs cérébrales, dans certaines leucémies myéloïdes aiguëset dans certains types de tumeurs osseuses comme le chondrosarcome.

## Cible thérapeutique
L'ivosidénib est un inhibiteur de la forme mutée de la protéine qui a une certaine efficacité sur les leucémies aiguës myéloblastiques réfractaires ou récidivantes.